# Emmanuel Joseph Sieyès
Emmanuel-Joseph Sieyès (3. května 1748, Fréjus – 20. června 1836, Paříž) byl francouzský duchovní, spisovatel, ústavní expert a jeden z významných politiků francouzské revoluce, především v období Direktoria.

## Život
Sieyès byl synem berního úředníka a poštmistra. Rozhodl se pro studium teologie a studoval v semináři Saint-Sulpice v Paříži. Byl také posluchačem přednášek na Sorbonně, na kterých se seznámil s učením Johna Locka, Condillaca a jiných politických myslitelů. Teologii přitom zanedbával. Přesto byl roku 1774 vysvěcen a stal se katolickým farářem. Pro svou vzdělanost, pohotovost i ostrovtip stoupal rychle v církevním žebříčku, až se stal generálním vikářem a kancléřem chartreské diecéze. V roce 1789 během období příprav zasedání generálních stavů jej Jacques Necker vyzval, aby představil své názory na složení stavů. Sieyès následně uveřejnil svůj spis ”Qu'est-ce que le tiers etat?“ (Co je třetí stav?).
Ten začíná nezapomenutelnými otázkami a odpověďmi:
- Co je třetí stav ? – Všechno!
- Čím byl dosud v politice? – Ničím!
- Co chce? – Stát se něčím!

Spis vzbudil velkou pozornost a autora okamžitě proslavil. 

### Členem Ústavodárného shromáždění a Konventu

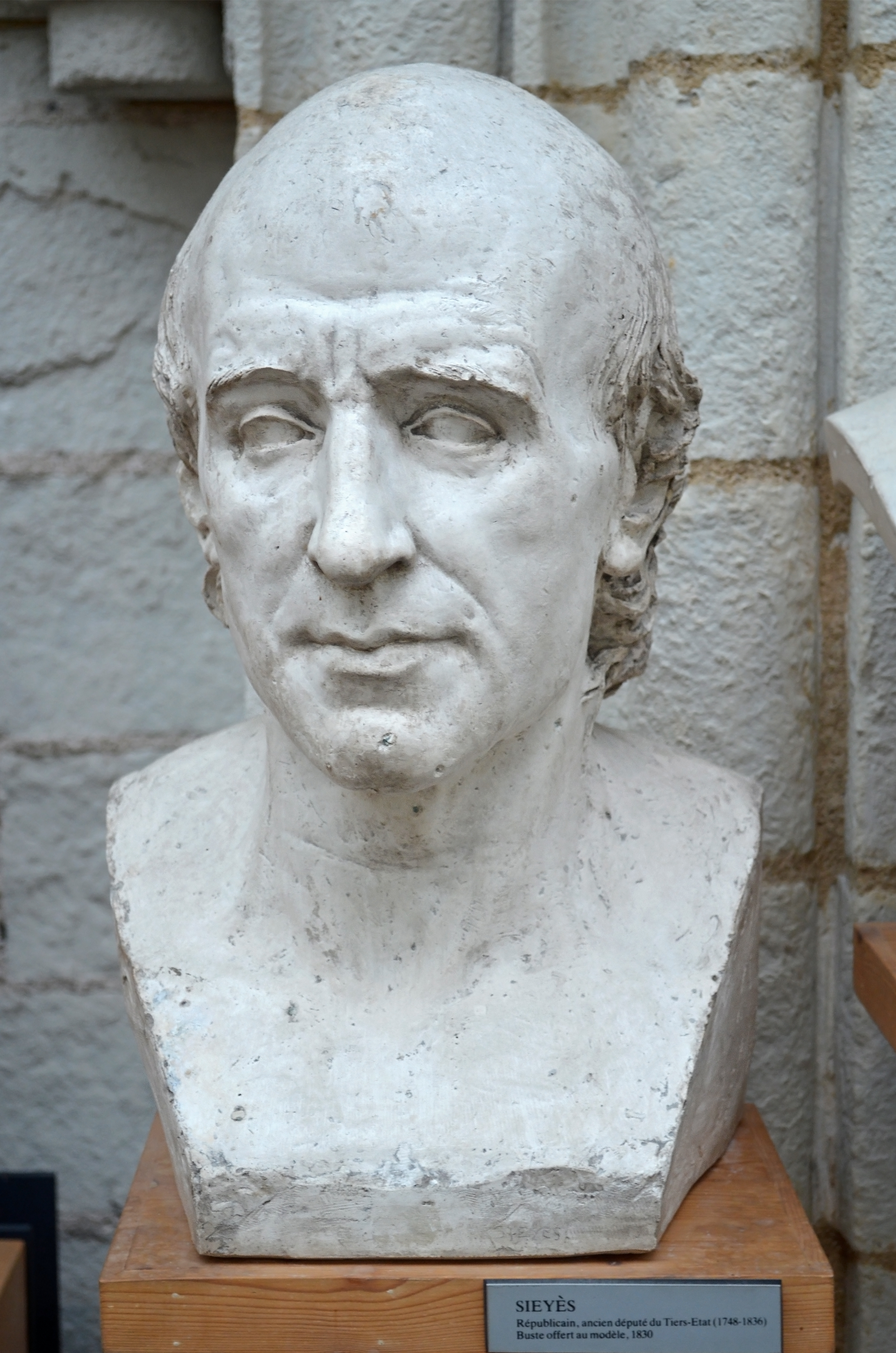
Sieyès, David d'Angers (1838).

Sieyès byl na poslední chvíli zvolen jako jeden z 20 pařížských poslanců do zasedání generálních stavů. Přestože nebyl dobrým řečníkem, vydobyl si značný respekt. Energicky navrhl přeměnu zasedání generálních stavů v permanentní shromáždění bezstavovských národních zástupců (17. června 1789). Zavrhl však zrušení desátků a konfiskaci církevního majetku. Byl autorem přísahy v míčovně. V komisi pro vypracování ústavy, kam byl zvolen, zavrhl absolutní veto pro krále, což Mirabeau vehementně, ale neúspěšně prosazoval.
Mluvil jen zřídka, obvykle si své mínění nechával pro sebe, a když promluvil, pak extrémně krátce a často nejasně. Jeho výroky pak bylo ex post možno vykládat i tak, že vše předvídal již dávno, a proto mu zajistily bezbřehý obdiv. Často používal svůj univerzální výrok „všechno špatně“. Měl velký podíl na zavedení systému departementů, ale na jaře 1790 ustoupil do pozadí, jen jednou byl zvolen dvoutýdenním předsedou Ústavodárného shromáždění. Do následného Zákonodárného shromáždění nemohl na základě nařízení, které navrhl Robespierre, kandidovat. Objevil se až v dalším shromáždění, které neslo název Národní konvent (IX/1792 – IX/1795). V něm byla jeho introvertnost ještě nápadnější, částečně díky jeho povýšenosti, částečně i bázni.  V sále zasedal uprostřed mezi girondisty a montagnardy  – patřil k tzv. bažině. V lednu 1793 hlasoval pro smrt krále Ludvíka XVI.

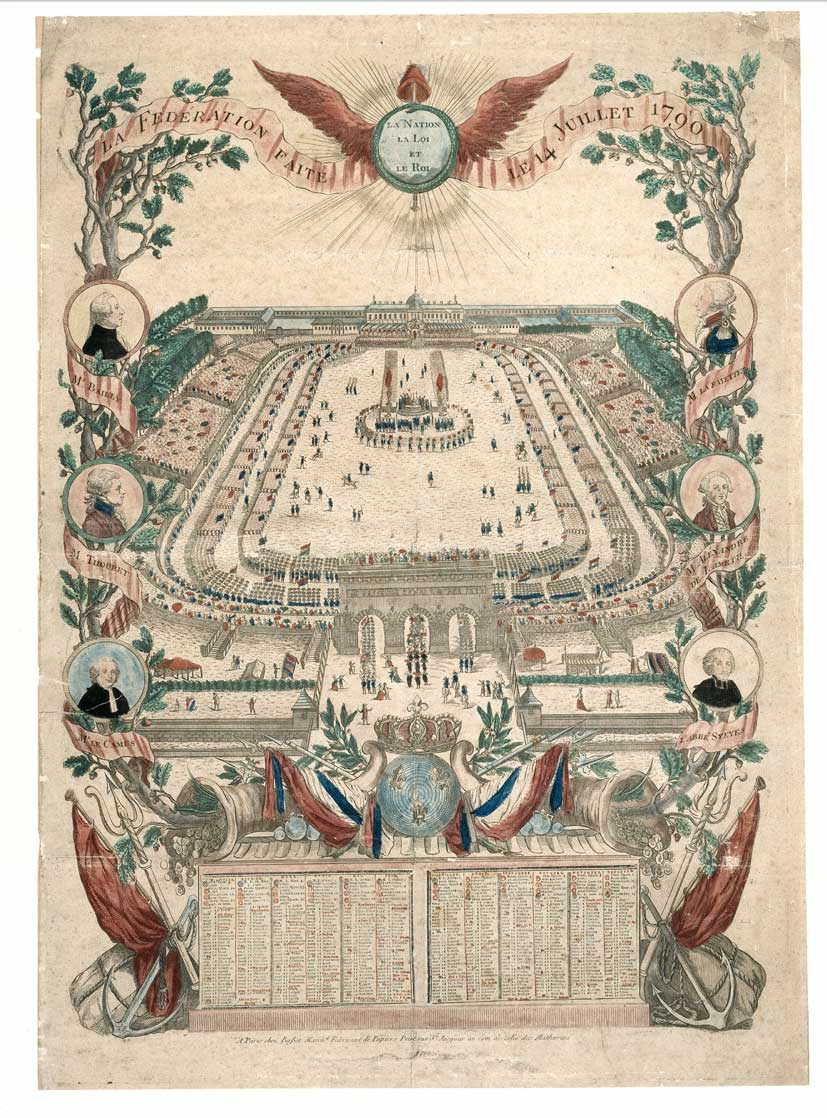
Almanach z roku 1791, Sieyès vpravo dole, La Fayette první vpravo, Bailly první vlevo, Lameth vpravo uprostřed, Thouret vlevo uprostřed a Camus vlevo dole

Po pádu hrůzovlády v roce 1794 charakterizoval svou činnost v Konventu v době teroru jako obvykle stručně: „J'ai vecu“ (Žil jsem). Je sice známo, že s mnohými výnosy vlády teroru nesouhlasil, ale neudělal nic pro jejich změnu. 

### Působení za Direktoria, konzulátu a císařství
Období Direktoria znamenalo jeho vzestup. Již v roce 1795 byl členem Výboru pro veřejné blaho, kde měl na starosti zahraniční politiku. Byl vyslán na diplomatickou misi do Haagu a podílel se na smlouvě mezi Francií a Batavskou republikou. V lednu 1798 odjel s diplomatickým posláním jako zplnomocněnec Direktoria k berlínskému dvoru. Jeho cílem bylo přimět Prusko ke společnému postupu proti druhé koalici. Jednání byla z jeho strany vedena velmi chytře, ale v hlavním problému byla neúspěšná. Jeho prestiž však dále stoupala a vedla k tomu, že v květnu 1799 byl Sieyès zvolen direktorem (po Reubellovi). Zasadil se o uzavření jakobínského klubu.
Utkal hustou síť intrik s cílem svržení Direktoria a zvažoval všechny alternativy nové vlády Francie, nevyjímaje neuvěřitelné varianty, např. v čele s arcivévodou Karlem či vévodou brunšvickým. Nakonec se mu jevil jako nejperspektivnější plán postavit do čela Francie populární, silnou osobnost s výraznými zásluhami o stát a inicioval tajná jednání s generálem Barthélemy Joubertem. K rámcové dohodě došlo, ale generál jako vrchní velitel italské armády 15. srpna 1799 padl v bitvě u Novi. Návrat nejpopulárnější osobnosti tehdejší Francie generála Bonaparta z Egypta mu pak umožnil dohodu a společný postup s ním. Po převratu 18. brumaire (9. listopadu 1799) vypracoval Sieyès novou ústavu (měl ji už dlouho připravenou), Napoleon Bonaparte ji ale rozsáhle modifikoval. Sieyès byl jedním z třech prozatímních konzulů prvního konzulátu (spolu s Bonapartem a Ducosem). Poté byl jmenován do senátu a dokonce jeho předsedou.
Do špičkových funkcí se však již nevrátil. Během prvního císařství se téměř stáhl z veřejného života, za zásluhy dostal vysokou apanáž a k trvalému obývání rozsáhlé panství Crosne. Roku 1803 byl zvolen členem Francouzské akademie (21. března 1816 však byl jakožto královrah vyškrtnut). V roce 1808 byl povýšen do hraběcího stavu. Podporoval Napoleona po jeho návratu z Elby a za stodenního císařství byl jmenován pairem.

### Vyhnanství a závěr života
Během bourbonské restaurace byl Sieyès (spolu s dalšími královrahy) nucen opustit Francii a žil v Bruselu. Po červencové revoluci roku 1830 se vrátil do vlasti, v Paříži také roku 1836 zemřel. Je pohřben na hřbitově Père-Lachaise. 
Hrůzy z období teroru se zřejmě nezbavil do smrti. Když v roce 1832 vážně onemocněl, žádal prý svého ošetřovatele: „Jestliže přijde pan Robespierre, řekněte mu, že nejsem doma“.